# Verwaltungsgemeinschaft Langer Berg

Lage der ehemaligen Verwaltungsgemeinschaft im Ilm-Kreis

In der Verwaltungsgemeinschaft Langer Berg aus dem thüringischen Ilm-Kreis hatten sich die Stadt Gehren und drei Gemeinden zur Erledigung ihrer Verwaltungsgeschäfte zusammengeschlossen. Der Name der Verwaltungsgemeinschaft stammte vom gleichnamigen Langen Berg, um den sich alle Mitgliedsgemeinden gruppierten. Sitz der Verwaltungsgemeinschaft war in Gehren.

## Die Gemeinden
1. Gehren (Stadt bzw. Landgemeinde)
2. Herschdorf
3. Neustadt am Rennsteig
4. Pennewitz

## Geschichte
Die Verwaltungsgemeinschaft wurde am 8. März 1994 gegründet. Die Gemeinde Möhrenbach, die zur Verwaltungsgemeinschaft gehörte, wurde am 31. Dezember 2013 in die Stadt Gehren eingemeindet. Diese wurde dadurch zur Landgemeinde erhoben. Anlässlich der Gebietsreform in Thüringen hat die Stadt Ilmenau mit der Stadt Gehren und der Gemeinde Pennewitz Verhandlungen über eine Eingliederung vorgenommen, mit dem Ergebnis, dass diese zum 6. Juli 2018 in die Stadt Ilmenau eingegliedert wurden. Die Verwaltungsgemeinschaft wurde dadurch aufgelöst. Die Verwaltungsgemeinschaft Großbreitenbach wurde um Herschdorf und Neustadt erweitert.
Gemeinschaftsvorsitzende waren:
- Rainer Zobel, 1998–2006[2]
- Beate Misch, 2007–2018